# Kevin Vogt
Kevin Vogt (Witten, 23 de septiembre de 1991) es un futbolista alemán que juega de defensa en el VfL Bochum de la 2. Bundesliga. Fue internacional con la selección de fútbol de Alemania sub-18, sub-19, sub-20 y sub-21.

## Trayectoria
Su primer club profesional fue el VfL Bochum de la Bundesliga con el que debutó con el primer equipo el 18 de abril de 2009 frente al Borussia Dortmund. Con el Bochum jugó 38 partidos y marcó 2 goles hasta su marcha en 2012 al FC Augsburgo. Con el Augsburgo jugó 56 partidos y marcó 2 goles cuando en 2014 se marchó al FC Colonia. En Colonia jugó 32 partidos y marcó 1 gol.
En 2016 fichó por el TSG 1899 Hoffenheim con el que terminó cuarto en la Bundesliga en la temporada 2016-17, disputando así la fase previa de la Liga de Campeones de la UEFA 2017-18, cayendo a un paso de la fase de grupos ante el Liverpool FC.

## Clubes
| Club                   | País     | Año       |
| ---------------------- | -------- | --------- |
| VfL Bochum             | Alemania | 2009-2012 |
| F. C. Augsburgo        | Alemania | 2012-2014 |
| F. C. Colonia          | Alemania | 2014-2016 |
| TSG 1899 Hoffenheim    | Alemania | 2016-2024 |
| Werder Bremen (cedido) | Alemania | 2020      |
| F. C. Union Berlin     | Alemania | 2024-2025 |
| VfL Bochum             | Alemania | 2025-     |